# Esakiozephyrus icana
Esakiozephyrus icana is een vlinder uit de familie van de Lycaenidae. De wetenschappelijke naam van de soort is voor het eerst geldig gepubliceerd in 1874 door Moore.